# 5 Brygada Trałowców
5 Brygada Trałowców (5 BTr) –  morski związek taktyczny Sił Zbrojnych Federacji Rosyjskiej w strukturach Floty Północnej.

## Struktura i okręty
| Okręty brygady w linii w 2008  |              |       |                 |
| Nazwa                          | Projekt      | Numer | Uwagi           |
| 83 dywizjon trałowców bazowych |              |       |                 |
| BT-50 Jelnia                   | projekt 1265 | 454   | w linii od 1986 |
| BT-97 Polarnyj                 | projekt 1265 | 402   | w linii od 1984 |
| BT-111 Awangard                | projekt 1265 | 466   | w linii od 1988 |
| BT-152 Kotielnicz              | projekt 1265 | 418   | w linii od 1987 |
| BT-211 Wiatczik                | projekt 1265 | 469   | w linii od 1991 |
| BT-226 Kołomna                 | projekt 1265 | 454   | w linii od 1990 |
| 42 dywizjon trałowców morskich |              |       |                 |
| Władimir Gumanienko            | projekt 1266 | 811   | w linii od 2000 |
| Komendor                       | projekt 266M | 808   | w linii od 1974 |
| Maszynist                      | projekt 266M | 855   | w linii od 1975 |
| Nowouralsk                     | projekt 266M | 834   | w linii od 1976 |